# Duelo de Campeones (Chile)
El Duelo de Campeones es el partido oficial que inaugura la temporada en el fútbol chileno entre el campeón vigente de Primera División y el campeón de Primera B del año anterior. Esta distinción para los equipos participantes se origina en la programación estipulada por la ANFP. Generalmente oficia de local el equipo que proviene del ascenso, invirtiéndose la localía en el partido del Torneo de Clausura o Segunda Rueda.
Entre las jornadas destacadas del Duelo de Campeones se cuentan el triunfo 3:0 de Colo-Colo sobre Provincial Osorno en el Torneo Apertura 2008; el de Universidad Católica por 2:0 ante Deportes Iquique en el 2011, por su claridad en el marcador; y también la victoria de San Felipe sobre  Colo-Colo por 3:2 en el Torneo Oficial 2010, por constituirse en el primer triunfo de un campeón proveniente de Primera B sobre un campeón de Primera División, en estos partidos. 
Desde el año 2007 se juega en forma ininterrumpida, a excepción de 2012, temporada en que no se disputó el duelo que debían protagonizar Deportes Antofagasta y Universidad de Chile. Tampoco se llevó a cabo durante la temporada 2017, debido a un paro convocado por el SIFUP. Durante la temporada 2023, fue suspendido nuevamente, debido a que los equipos protagonistas, Colo-Colo y Magallanes, se enfrentaron en la Supercopa 2023.

## Partidos
Temporada 2007
| 27 de enero de 2007 | Deportes Melipilla | 1:2 (0:0) | Colo-Colo                | Roberto Bravo Santibáñez, Melipilla |                           |
|                     | Carrasco 67'       |           | 46' Fierro · 80' Giménez | Árbitro(s): Eduardo Ponce           | Árbitro(s): Eduardo Ponce |

Temporada 2008
| 25 de enero de 2008, 19:00 | Provincial Osorno | 0:3 (0:2) | Colo-Colo                                      | Rubén Marcos, Osorno     |                          |
|                            |                   |           | 12' (ag.) Aguilar · 20' González · 72' Barrios | Árbitro(s): Jorge Osorio | Árbitro(s): Jorge Osorio |

Temporada 2009
| 31 de enero de 2009, 17:00 | Curicó Unido            | 2:2 (0:1) | Colo-Colo                | Fiscal, Talca                                            |                                                          |
|                            | Moreno 51' · Díaz 90+1' | Reporte   | 24' Barrios · 57' Torres | Asistencia: 12.000 espectadores Árbitro(s): Claudio Puga | Asistencia: 12.000 espectadores Árbitro(s): Claudio Puga |

Temporada 2010
| 23 de enero de 2010, 19:00 | San Felipe                              | 3:2 (1:1) | Colo-Colo                  | Municipal de San Felipe, San Felipe                   |                                                       |
|                            | Pérez 22' · Leva 51' (pen.) · Estay 75' | Reporte   | 19' Miralles · 62' Paredes | Asistencia: 4.533 espectadores Árbitro(s): Pablo Pozo | Asistencia: 4.533 espectadores Árbitro(s): Pablo Pozo |

Temporada 2011
| 28 de enero de 2011, 22:00 | Deportes Iquique | 0:2 (0:1) | Universidad Católica          | Tierra de Campeones, Iquique                             |                                                          |
|                            |                  | Reporte   | 37'Meneses · 90+3' Villanueva | Asistencia: 10.500 espectadores Árbitro(s): Claudio Puga | Asistencia: 10.500 espectadores Árbitro(s): Claudio Puga |

Temporada 2013
| 25 de enero de 2013, 22:00 | Huachipato | 0:0 (0:0) | San Marcos de Arica | CAP, Talcahuano           |  |
|                            |            |           |                     | Árbitro(s): Manuel Acosta |  |

Temporada 2014
| 19 de julio de 2014, 12:30 | San Marcos de Arica | 1:1 (1:0) | Colo-Colo          | Carlos Dittborn, Arica                                   |                                                          |
|                            | Meza 38'            | Reporte   | 67' (pen.) Paredes | Asistencia: 7.459 espectadores Árbitro(s): Roberto Tobar | Asistencia: 7.459 espectadores Árbitro(s): Roberto Tobar |

Temporada 2015
| 6 de septiembre de 2015, 12:00 | Cobresal         | 2:1 (0:0) | San Luis    | El Cobre, El Salvador                                 |                                                       |
|                                | Benítez 55', 68' | Reporte   | 58' Escobar | Asistencia: 329 espectadores Árbitro(s): Franco Arrué | Asistencia: 329 espectadores Árbitro(s): Franco Arrué |

Temporada 2017
| 29 de julio de 2017, 15:00 | Curicó Unido | 0:1 (0:0) | Universidad de Chile | La Granja, Curicó                                         |                                                           |
|                            |              |           | 89' (pen.) Pizarro   | Asistencia: 4.556 espectadores Árbitro(s): Eduardo Gamboa | Asistencia: 4.556 espectadores Árbitro(s): Eduardo Gamboa |

Temporada 2019
| 15 de febrero de 2019, 20:30 | Coquimbo Unido | 1:2 (1:2) | Universidad Católica | Francisco Sánchez Rumoroso, Coquimbo |                                 |
|                              | Soto 38'       |           | 14', 22' Valencia    | Asistencia: 10.000 espectadores      | Asistencia: 10.000 espectadores |

Temporada 2020
| 26 de enero de 2020, 12:00 | Santiago Wanderers | 0:3 (0:1) | Universidad Católica                           | Elías Figueroa Brander, Valparaíso                         |                                                            |
|                            |                    |           | 37' (pen.) Aued · 87' Lezcano · 90+3' Zampedri | Asistencia: 12.097 espectadores Árbitro(s): Eduardo Gamboa | Asistencia: 12.097 espectadores Árbitro(s): Eduardo Gamboa |

Temporada 2021
| 28 de marzo de 2021, 19:30 | Ñublense | 0:1 (0:1) | Universidad Católica | Nelson Oyarzún, Chillán                                                      |                                                                              |
|                            |          | Reporte   | 27' (a.g.) Fontanini | Asistencia: 0 espectadores Árbitro(s): Rodrigo Carvajal VAR: Christian Rojas | Asistencia: 0 espectadores Árbitro(s): Rodrigo Carvajal VAR: Christian Rojas |

Temporada 2022
| 5 de febrero de 2022, 20:30 | Coquimbo Unido                  | 2:3 (2:1) | Universidad Católica                     | Francisco Sánchez Rumoroso, Coquimbo                                              |                                                                                   |
|                             | Abrigo 25' (pen.) · Paredes 31' | Reporte   | 45' (pen.), 51' Zampedri · 83' Rebolledo | Asistencia: 7.532 espectadores Árbitro(s): Juan Ignacio Lara VAR: Felipe González | Asistencia: 7.532 espectadores Árbitro(s): Juan Ignacio Lara VAR: Felipe González |

Temporada 2024
| 18 de febrero de 2022, 20:30 | Cobreloa     | 1:1 (1:1) | Huachipato   | Zorros del Desierto, Calama                                                      |                                                                                  |
|                              | Borgnino 28' | Reporte   | 11' González | Asistencia: 5.292 espectadores Árbitro(s): Nicolás Gamboa VAR: Reinerio Alvarado | Asistencia: 5.292 espectadores Árbitro(s): Nicolás Gamboa VAR: Reinerio Alvarado |

Temporada 2025
| 16 de febrero de 2025, 12:00 | Deportes La Serena | 1:3 (0:1) | Colo-Colo                            | La Portada, La Serena                                                           |                                                                                 |
|                              | Gallegos 79'       | Reporte   | 33' Pizarro · 72' Vegas · 80' Correa | Asistencia: 9.936 espectadores Árbitro(s): Fernando Vejar VAR: Rodrigo Carvajal | Asistencia: 9.936 espectadores Árbitro(s): Fernando Vejar VAR: Rodrigo Carvajal |

## Ganadores
| Año  | Equipo local        | Resultado | Equipo visita        |
| 2007 | Deportes Melipilla  | 1:2       | Colo-Colo            |
| 2008 | Provincial Osorno   | 0:3       | Colo-Colo            |
| 2009 | Curicó Unido        | 2:2       | Colo-Colo            |
| 2010 | Unión San Felipe    | 3:2       | Colo-Colo            |
| 2011 | Deportes Iquique    | 0:2       | Universidad Católica |
| 2013 | Huachipato          | 0:0       | San Marcos de Arica  |
| 2014 | San Marcos de Arica | 1:1       | Colo-Colo            |
| 2015 | Cobresal            | 2:1       | San Luis             |
| 2017 | Curicó Unido        | 0:1       | Universidad de Chile |
| 2019 | Coquimbo Unido      | 1:2       | Universidad Católica |
| 2020 | Santiago Wanderers  | 0:3       | Universidad Católica |
| 2021 | Ñublense            | 0:1       | Universidad Católica |
| 2022 | Coquimbo Unido      | 2:3       | Universidad Católica |
| 2024 | Cobreloa            | 1:1       | Huachipato           |
| 2025 | Deportes La Serena  | 1:3       | Colo-Colo            |